# زیردریایی یو-۸۲۱
زیردریایی یو-۸۲۱ (به انگلیسی: German submarine U-821) یک زیردریایی بود که طول آن ۶۷٫۱ متر (۲۲۰ فوت ۲ اینچ) بود. این زیردریایی در سال ۱۹۴۳ ساخته شد.